# Zimbabwe
Zimbabwe, oficjalnie Republika Zimbabwe (ang. Republic of Zimbabwe) – państwo śródlądowe położone w południowej Afryce. Zajmuje powierzchnię 390 757 km², a zamieszkane jest przez 17 150 352 osoby (szac. 2024).
Kraj położony jest w strefie międzyzwrotnikowej, niemal w całości na obszarze wyżynnym. Krajobraz zdominowany jest przez sawanny; występuje tu klimat subtropikalny i stepowy, dwie pory roku – sucha i deszczowa. Rzeka Zambezi wyznacza północną granicę z Zambią, na wschodzie – góry Inyanga z Mozambikiem, na południu – rzeka Limpopo z Południową Afryką, na zachodzie kraj graniczy z Botswaną.
Zimbabwe jest republiką z systemem prezydenckim. Stolicą i największym miastem kraju jest Harare, innym znaczącym ośrodkiem miejskim jest Bulawayo. Kraj cechuje się niskim poziomem rozwoju gospodarczego, porównywalnym do innych państw Afryki Subsaharyjskiej. W 2023 roku PKB realne wynosiło 3500 USD na mieszkańca. Gospodarka w dużej mierze opiera się na rolnictwie, w którym zatrudniona jest ponad połowa mieszkańców, oraz eksploatacji złóż mineralnych. Od 2024 roku walutą jest Zimbabwe Gold, które zastąpiło dolara Zimbabwe, zdeprecjonowanego w wyniku wieloletniej hiperinflacji.
Kraj zamieszkany jest głównie przez ludy afrykańskie (w 2022 roku 99,6% ogółu) – w większości Szona, także Matabele (Ndebele). Status języka urzędowego ma 16 języków, w tym shona (ojczysty dla 80,9% ludności, 2022 r.), ndebele (11,5%) oraz angielski (0,3%). Język angielski znajduje się w powszechnym użyciu w edukacji, administracji publicznej, mediach oraz handlu, potrafi się nim posługiwać zdecydowana większość mieszkańców. Chrześcijanie stanowią ponad 80% społeczeństwa, nieco ponad połowa z nich przynależy do kościołów apostolskich.
Nazwa państwa pochodzi od królestwa Zimbabwe, które istniało w XIII–XV wieku, oraz jego stolicy – Wielkiego Zimbabwe. W późniejszym czasie władzę nad tym terenem sprawowały królestwa Mutapa (XV–XVIII w.), Rozwi i ostatecznie Matabele (XIX w.). Pod koniec XIX wieku obszar został zajęty przez Brytyjczyków, którzy w 1923 roku ustanowili kolonię Rodezję Południową (w latach 1953–1963 część Federacji Rodezji i Niasy), w której wykształcił się system rządów białej mniejszości. Licząc na utrzymanie statusu quo, w 1965 roku rząd kolonii jednostronnie proklamował niepodległość kraju, który przyjął nazwę Rodezja. Wieloletnia izolacja na arenie międzynarodowej oraz wojna partyzancka ostatecznie doprowadziły do emancypacji ludności czarnoskórej i ustanowienia w 1980 roku państwa Zimbabwe. Pod rządami Roberta Mugabego (1980–2017) w kraju podjęto działania na rzecz zmniejszenia nierówności rasowych, w szczególności poprzez reformę rolną, która przyczyniła się do exodusu białej ludności i zapaści gospodarczej kraju. Rządy Mugabego charakteryzowały się autorytaryzmem, represjami wobec przeciwników politycznych oraz korupcją. Po jego obaleniu w wyniku zamachu stanu w 2017 roku sytuacja polityczna i gospodarcza w kraju pozostaje niestabilna.

## Ustrój polityczny
Zimbabwe jest republiką i byłym członkiem Wspólnoty Narodów. Według konstytucji z 1980, modyfikowanej w 1990, głową państwa i szefem rządu jest prezydent wybierany na 6 lat przez parlament. Władza ustawodawcza należy do Izby Zgromadzenia (parlamentu) o kadencji 6-letniej (80% deputowanych z wyborów powszechnych, ponadto 12 członków mianowanych przez prezydenta, 10 wodzów plemiennych i 8 gubernatorów prowincji). Władzę wykonawczą sprawuje rząd powoływany przez prezydenta.

## Historia

### Okres przedkolonialny
Tereny współczesnego Zimbabwe były prawdopodobnie zamieszkiwane przez Buszmenów od I tysiąclecia p.n.e. Od IV wieku n.e. osiedlały się tu ludy rolnicze, które żyły pokojowo z dotychczasową ludnością. Od VIII wieku nastąpił napływ ludów Bantu, które zepchnęły Buszmenów na południe i podbiły miejscowych rolników. W wieku XI powstało państwo ludu Karanga z ośrodkiem w Wielkim Zimbabwe. Od XV wieku w składzie imperium Monomotapa, które osiągnęło rozkwit w XV–XVI wieku, a rozpadło się 1693 po najeździe ludu Rozwi. W XVIII wieku Rozwi stworzyli silne państwo plemienne i kontynuowali tradycje Wielkiego Zimbabwe.

### Kolonia brytyjska
W drugiej połowie wieku XIX, ziemie obecnego Zimbabwe zaczęli penetrować Brytyjczycy. W 1890 roku cały kraj stał się częścią Brytyjskiej Kompanii Południowoafrykańskiej. Napierający osadnicy brytyjscy wypierali ludność tubylczą, co wywołało serię powstań rdzennej ludności afrykańskiej. W 1923 roku utworzono na tych obszarach Rodezję Południową. Prawa polityczne w kolonii posiadali jedynie biali. W 1939 roku powstał Afrykański Kongres Rodezji Południowej, będący pierwszą organizacją czarnoskórej większości.
Po II wojnie światowej nastała nowa fala osadnictwa białych. W latach 1953–1963 Rodezja Południowa została częścią Federacji Rodezji i Niasy. W latach 1953–1962 władza należała do umiarkowanie prawicowych partii białych. Rządy te nadały czarnym pewne prawa obywatelskie i formalnie głosiły hasła partnerstwa rasowego. W praktyce tłumiły one działalność organizacji czarnoskórej ludności, a w 1960 roku zdelegalizowały Afrykański Kongres Rodezji Południowej.
W 1961 roku Joshua Nkomo utworzył działający w podziemiu Afrykański Ludowy Związek Zimbabwe (ZAPU). Rok później władzę w kraju przejął skrajnie prawicowy Front Rodezyjski. Front za główny cel postawił sobie likwidację afrykańskiego ruchu wyzwoleńczego. W 1963 roku doszło do rozłamu w ZAPU, na gruncie którego jego radykalne elementy utworzyły Afrykański Narodowy Związek Zimbabwe (ZANU).

### Rządy Frontu Rodezyjskiego
Po rozpadzie Federacji Rodezji i Niasy w 1963 roku Rodezja Południowa stała się odrębną kolonią brytyjską. W 1964 roku rząd rodezyjski Iana Smitha jednostronnie ogłosił niepodległość kraju. Nowe państwo przyjęło nazwę Rodezja. Deklaracja została potępiona przez ONZ i Organizację Jedności Afrykańskiej. Nowe państwo otrzymało pomoc Portugalii i Republiki Południowej Afryki. W 1970 roku Rodezja przyjęła ustrój republikański. W tym czasie w kraju toczyła się wojna wyzwoleńcza czarnej ludności. W tłumieniu wystąpień ZANU i ZAPU rząd był wspierany przez RPA.
Rozpad imperium kolonialnego Portugalii wpłynął na aktywizację czarnej partyzantki. Afrykańska Armia Narodowego Wyzwolenia Zimbabwe zyskała silnego sojusznika w Mozambiku oraz Zambii, które umożliwiły partyzantom działanie ze swoich obszarów. W 1976 roku ZANU i ZAPU zjednoczyły się w Patriotyczny Front Zimbabwe. Koalicja popierana była przez Organizację Jedności Afrykańskiej i tzw. państwa frontowe Afryki. W 1978 roku po rokowaniach wewnętrznych premier Smith zgodził się na utworzenie rządu tymczasowego. Rząd zniósł dotychczasową dyskryminację i segregację rasową. W 1979 roku przeprowadzono wybory parlamentarne, w których zwyciężyła Zjednoczona Afrykańska Rada Narodowa. Premierem został duchowny Abel Muzorewa. Rząd proklamował państwo noszące nazwę Zimbabwe Rodezja. Kompromis nie został uznany przez Patriotyczny Front Zimbabwe. W wyniku mediacji brytyjskiej czasowo przywrócono Rodezji status kolonii i w 1980 roku przeprowadzono nowe wybory do parlamentu.

### Rządy koalicyjne
Wybory z 1980 roku wygrała ZANU, a jej lider Robert Mugabe został premierem. Utworzył on rząd koalicyjny z ZAPU i białym Frontem Zimbabwe. Ten okres rządów Mugabe cechował pragmatyzm polityczny, ostrożność i starania o dobry wizerunek państwa. W polityce gospodarczej Mugabe, choć pozostawał krytykiem zagranicznych poczynań gospodarczych (uważał, że „gospodarcza dominacja jest gorszym zjawiskiem niż dominacja polityczna”), jedynie nieznacznie zwiększył kontrolę państwa w ekonomii, zarzucając jakiekolwiek plany nacjonalizacji. Ekipa rządowa, choć wywodziła się z kręgów marksistowskich, wspierała także wielkie plantacje białych (posiadających 70% ziemi w kraju) oraz drobne gospodarstwa i prywatne własności czarnych. Większe reformy przeprowadzano głównie w dziedzinie oświaty i zdrowia. Próbowano realizować programy Międzynarodowego Funduszu Walutowego. Pierwsze lata rządów Mugabe wiązały się z wysokim stopniem rozwoju gospodarczego.
Koalicja rozpadła się w 1982 roku, kiedy doszło do walk plemiennych między Ndebele popierającymi ZAPU, a Szona optującymi za ZANU. W 1985 roku odbyły się wybory parlamentarne wygrane przez ZANU z wynikiem 19%. ZAPU dostała niewielki procent głosów, co skłoniło jej przywódców do rozmów na temat zjednoczenia ZAPU i ZANU. Kompromis z 1987 obejmował połączenie ZANU i ZAPU w jednolitą partię Afrykański Narodowy Związek Zimbabwe – Front Patriotyczny (ZANU-PF) i zmianę ustroju na prezydencki. Mugabe został w 1987 prezydentem kraju, a dotychczas opozycyjny Nkomo z ZAPU został ministrem, ogłoszono również amnestię dla wszystkich dysydentów.
Zakończenie walk międzyplemiennych ustabilizowało sytuację Zimbabwe. Robert Mugabe utrzymał rząd w kolejnych wyborach w 1990 roku, partia Mugabe zyskała również przewagę w wyborach parlamentarnych, w których opozycyjny Zimbabweński Ruch Jedności zdobył 18%. Rok później w Harare miał miejsce szczyt państw członkowskich brytyjskiej Wspólnoty Narodów (Zimbabwe było członkiem organizacji), na którym przyjęto „Deklarację z Harare” definiującą normy przestrzegania praw człowieka w krajach Wspólnoty. W tym samym roku Mugabe i jego rząd zrezygnowali z lewicowych haseł przyjętych w 1984 roku. W 1995 roku w wyborach parlamentarnych zdecydowaną większość zdobyła ZANU-PF, natomiast główna siła opozycji ZANU-Ndonga jedynie 7%. W 1996 roku Mugabe ponownie został wybrany na prezydenta. W 1997 roku w związku z niezrealizowaną reformą rolną i słabnącą gospodarką doszło do strajku generalnego kierowanego przez Kongres Związków Zawodowych Zimbabwe, na czele którego stał Morgan Tsvangirai. W 1998 roku w trakcie II wojny domowej w Kongu rząd Zimbabwe wysłał wojska na pomoc rządowi Laurent-Désiré Kabila. Decyzja o wysłaniu do Konga wojsk (około 11 tysięcy żołnierzy) podzieliła w znaczący sposób zwolenników rządu i opozycji oraz przyczyniła się do powstania zjednoczonej opozycji (głównie związków zawodowych) – Ruchu na rzecz Demokratycznej Zmiany z Tsvangiraiem na czele.

### Rządy autorytarne Mugabego
Począwszy od 1999 roku, Mugabe zradykalizował stanowisko, siłą odbierając białym farmerom ziemię i popierając dawnych towarzyszy broni – partyzantów, urządzających okupacje gospodarstw białych. Wskutek tego nastąpił poważny gospodarczy kryzys i wzrost napięć społecznych. Po wyborach z 2002 roku, w których zdobył 56,2% (główny kontrkandydat zdobył 42%), wzmocniony Mugabe przystąpił do zwalczania opozycji. Jest oskarżany przez wiele rządów i organizacji międzynarodowych (także afrykańskich) o łamanie praw człowieka i ograniczenie wolności słowa (aresztowania dziennikarzy). Sam Mugabe uważa jednak swoich przeciwników za inspirowanych przez kolonialistów, którzy chcą zachować ziemię zagrabioną rdzennym mieszkańcom kraju. W 2004 roku Zimbabwe wdało się w konflikt w prowincji Kiwu, w którym poparło Demokratyczną Republikę Konga. W związku z krytyką prezydenta Stany Zjednoczone i Unia Europejska wprowadziły u progu XXI wieku ograniczone sankcje, co jednak nie zmniejszyło wpływów w Zimbabwe w regionie ze względu na poparcie 79 państw tzw. „biednego południa” oraz Rosji i Chin.
29 marca 2008 w Zimbabwe odbyły się połączone wybory prezydenckie i parlamentarne. Kandydowali w nich Mugabe, lider opozycyjnej partii Ruch na rzecz Demokratycznej Zmiany Morgan Tsvangirai oraz kandydat niezależny Simba Makoni. Opozycja oraz niezależni obserwatorzy na własną rękę policzyli głosy. Na tej podstawie ogłosili, że Morgan Tsvangirai uzyskał w granicach 48–49% głosów i powinien spotkać się w II rundzie z Mugabe, którego wynik wyniósł 41–43% głosów. Komisja Wyborcza do 2 kwietnia ogłosiła jedynie wyniki z połowy okręgów wskazujące na nieznaczną przewagę opozycji. Druga runda wyborów prezydenckich miała się odbyć 27 czerwca. W tym czasie Robert Mugabe zdecydował się na zakup 3 000 000 sztuk chińskiej amunicji do karabinów AK-47 i 3000 do moździerzy. Przed drugą turą wyborów Morgan Tsvangirai w obawie o swe życie przebywał czasowo w RPA, a następnie wobec nasilającej się fali przemocy wobec jego zwolenników – zamordowano około 90 opozycyjnych działaczy – wycofał się z kandydowania. Druga tura wyborów odbyła się 28 czerwca 2008. Według oficjalnych wyników Robert Mugabe zdobył 85,51% głosów i pozostał prezydentem na kolejną kadencję. Liczenie głosów po pierwszej turze wyborów zajęło cztery miesiące, po drugiej 48 godzin. Wybory opozycja nazwała „farsą”, a wspólnota międzynarodowa uznała je za nielegalne. W efekcie sytuacji politycznej w Zimbabwe Unia Europejska wprowadziła sankcje polityczne polegające na zamrożeniu aktywów zimbabweńskich notabli i objęcia ich zakazem wjazdu na teren Unii.
W sierpniu 2008 w Zimbabwe wybuchła epidemia cholery, która do grudnia 2008 pochłonęła ok. 5000 osób.
16 marca 2013 z inicjatywy Mugabe odbyło się referendum konstytucyjne, w którym około 95% głosujących opowiedziało się za nową ustawą zasadniczą. Według nowej konstytucji jedna osoba może być prezydentem tylko przez dwie kadencje. Zmniejszono także uprawnienia prezydenta. 31 lipca 2013 Mugabe zwyciężył już w I turze wyborów prezydenckich, zapewniając sobie siódmą reelekcję. Pokonał Morgana Tsvangiraia (33,94%) uzyskując 61,09% głosów. Wybory zostały uznane przez niezależnych obserwatorów za sfałszowane.

### Zamach stanu w 2017
6 listopada 2017 Emmerson Mnangagwa został usunięty ze stanowiska wiceprezydenta. 14 listopada armia, w reakcji na czystki w partii rządzącej, wkroczyła do Harare i w nocy przejęła gmach radia i telewizji, informując jednocześnie, że nie jest to zamach stanu. Rzecznik sił zbrojnych stwierdził również, że prezydent Mugabe i jego rodzina są bezpieczni, a celem akcji są „kryminaliści” z otoczenia prezydenta. Jednocześnie partia rządząca oskarżyła zwierzchnika sił zbrojnych o zdradę. Rankiem zaczęły pojawiać się doniesienia o tym, że żona Mugabego, Grace, przygotowywana na następczynię męża, wyjechała z Zimbabwe, a sam prezydent został umieszczony w areszcie domowym.
16 listopada wyszły na jaw informacje, że główni członkowie frakcji G40, w której skład wchodzi Robert Mugabe, jego żona i ich najbliżsi współpracownicy, są przetrzymywani w rezydencji przywódcy. Organizatorzy przewrotu postanowili przekonać prezydenta do rezygnacji ze stanowiska, jednak Mugabe odmówił. Tymczasem do kraju powrócił lider opozycji Morgan Tsvangirai, a także były wiceprezydent Mnangagwa. Wieczorem pojawiły się fotorelacje z rozmów prezydenta z dowódcą armii Constantino Chiwenga, które sugerowały, że negocjacje prowadzone są w życzliwej atmosferze. Następnego dnia Mugabe pojawił się publicznie na uroczystości wręczania dyplomów na Uniwersytecie Zimbabwe.
18 listopada tysiące mieszkańców Zimbabwe wyszło na ulice Harare wnosząc hasła domagające się ustąpienia Mugabego, wspierające wojsko, a także kładące nacisk, by władze innych państw, m.in. prezydent RPA Jacob Zuma, który wysłał swoich przedstawicieli na negocjacje wojska z prezydentem Mugabem, nie ingerowały w wewnętrzne sprawy kraju. Tłum zgromadził się pod rezydencją Mugabego z żądaniem jego rezygnacji, jednak rozszedł się po apelu żołnierzy.
19 listopada odbyło się posiedzenie władz partii ZANU-PF. Zgromadzeni podjęli decyzję o odwołaniu Mugabego z funkcji przywódcy partii i mianowaniu na to stanowisko Mnangagwy. Na wtorek 21 listopada zapowiedziano sesję parlamentu, na której miałby być rozpatrzony wniosek o wszczęcie procedury impeachmentu prezydenta Mugabego, jeśli ten dobrowolnie do godziny 12:00 w poniedziałek nie zrzecze się swojej funkcji. Mugabe w wystąpieniu telewizyjnym odmówił ustąpienia z urzędu. 21 listopada w trakcie posiedzenia parlamentu odczytano list Roberta Mugabe, w którym złożył rezygnację ze stanowiska głowy państwa. 24 listopada Emmerson Mnangagwa został zaprzysiężony na stanowisku prezydenta Zimbabwe.

### Prezydentura Mnangagwy
W ciągu kilku tygodni od ustąpienia Roberta Mugabego, prezydent Mnangagwa zadeklarował, że biali farmerzy otrzymają rekompensatę za znacjonalizowane gospodarstwa i uznał kwestię własności gruntów za niezbędną do ożywienia gospodarczego. Wiceminister finansów Terrence Mukupe podjął próby kontaktów z białymi farmerami zmuszonymi w przeszłości do ucieczki z kraju (ok. 4000 z 4500). Rząd podjął także działania w celu przyciągnięcia zagranicznych inwestorów. Pierwszy biały farmer powrócił zaś na dawne gospodarstwo w końcu grudnia 2017 roku, co spotkało się z aprobatą robotników rolnych.

## Geografia

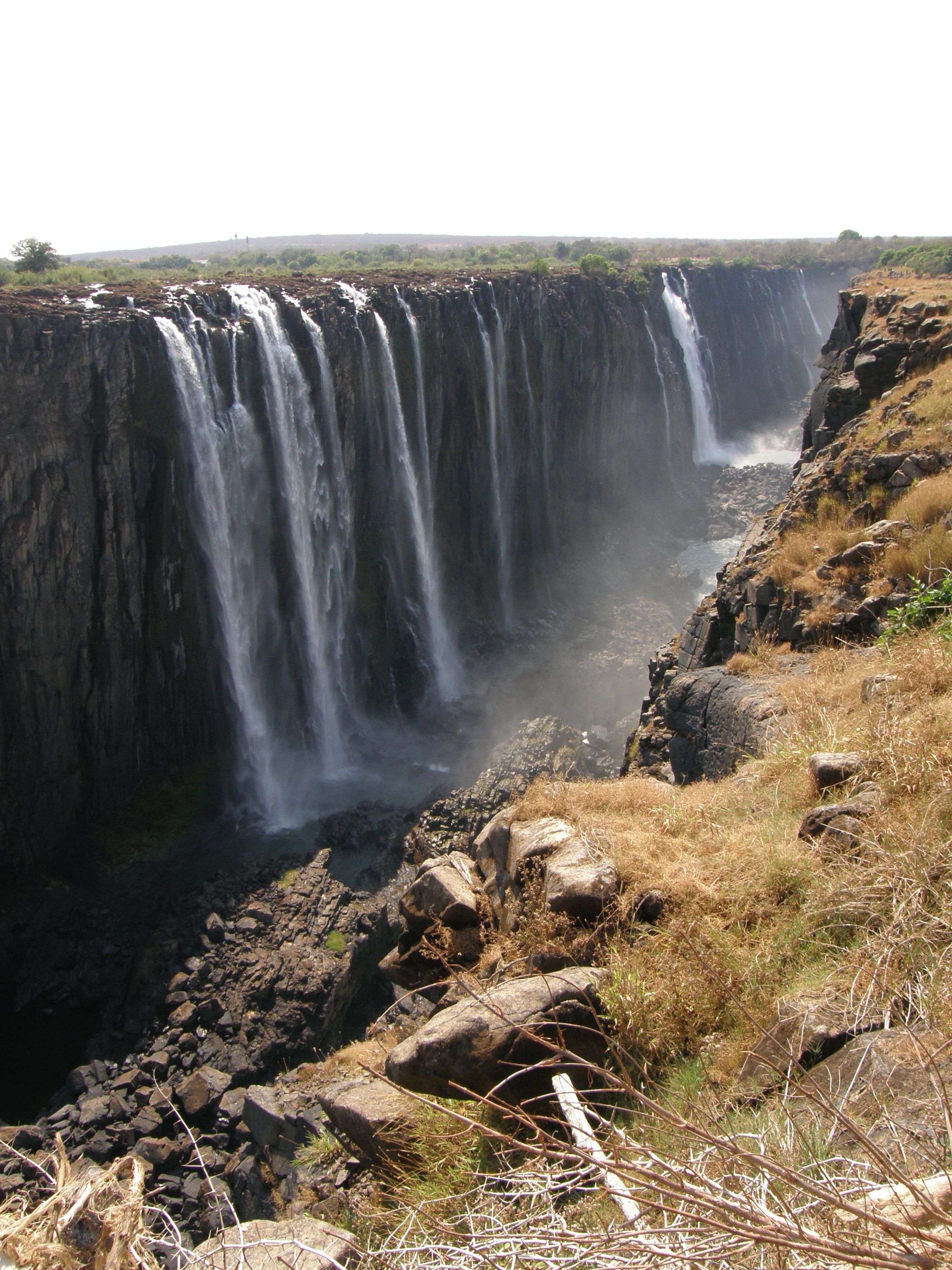
Wodospady Wiktorii na granicy z Zambią

Na terenie tego kraju znajdują się następujące parki narodowe:
- Park Narodowy Cecil Kop
- Park Narodowy Chimanimani
- Park Narodowy Chizarira
- Park Narodowy Hwange
- Park Narodowy Gonareshou
- Park Narodowy Mana Pools
- Park Narodowy Matobo
- Park Narodowy Matusadona
- Park Narodowy Tshabalala
- Park Narodowy Wodospadów Wiktorii

## Gospodarka

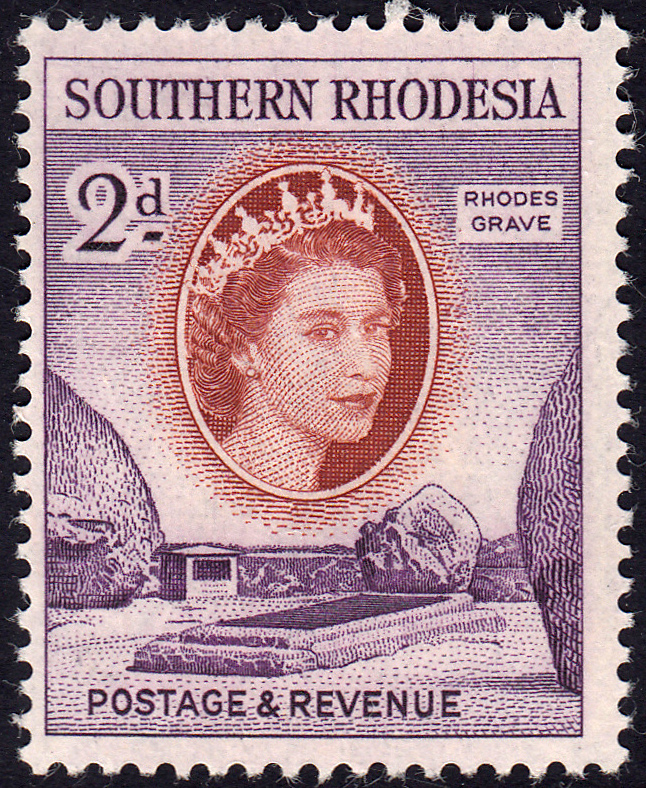
Znaczek pocztowy z Rodezji Południowej z 1953 roku z portretem Królowej Elżbiety II

Produkt krajowy brutto na 1 mieszkańca wynosi 355 dolarów USA (2009). W latach 90. nastąpił spadek tempa wzrostu gospodarczego, spowodowany głównie błędami w zarządzaniu gospodarką i katastrofalną suszą (1991–1992), która zniszczyła około 71% plonów zbóż.

### Hiperinflacja

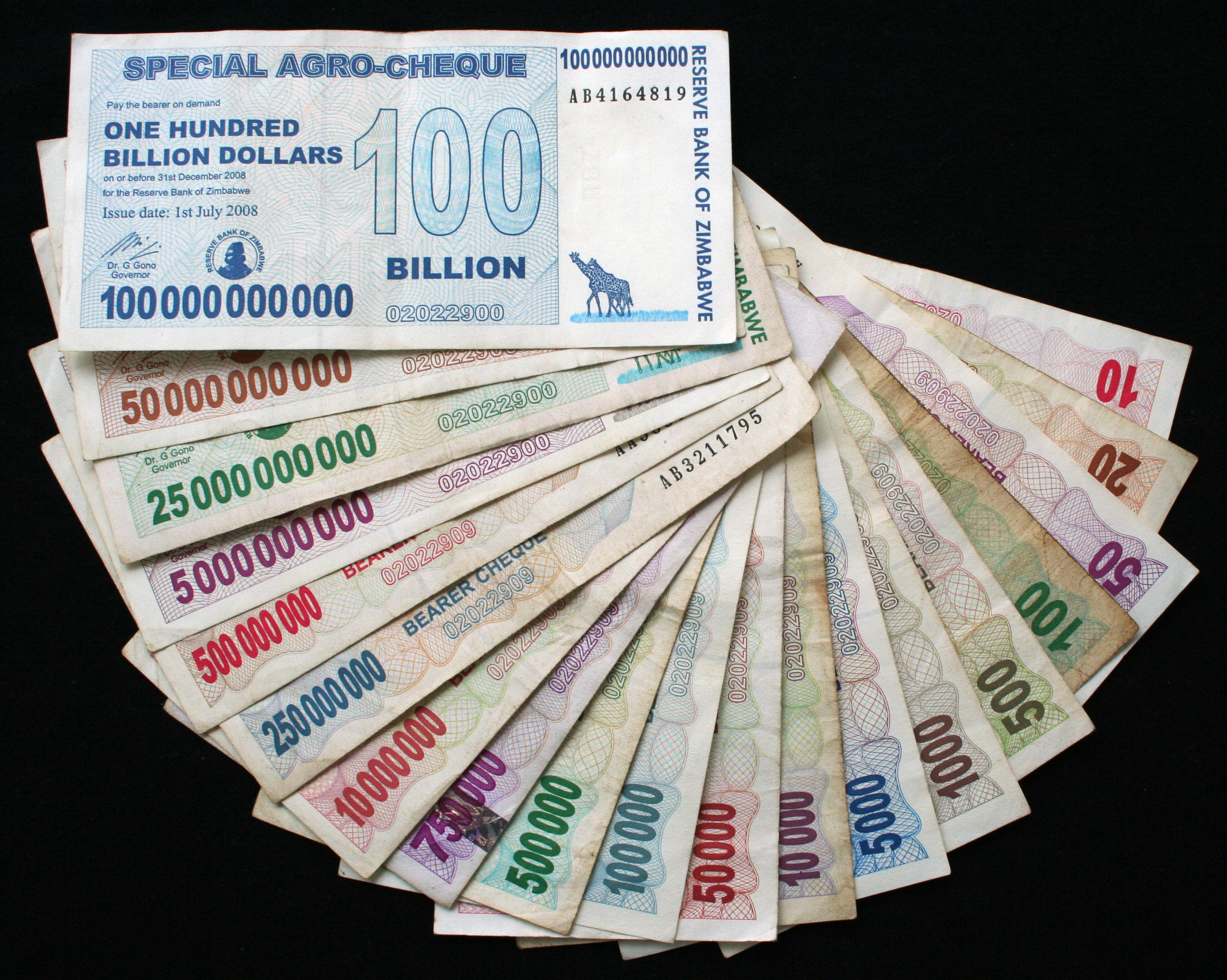
Banknoty z lat 2007–2008 przed denominacją

30 lipca 2008 dyrektor Banku Centralnego Zimbabwe Gideon Gono ogłosił, że aby ograniczyć skutki hiperinflacji od 1 sierpnia przeprowadzona zostanie denominacja dolara Zimbabwe w proporcji 10 miliardów:1. Jednym z powodów podjęcia decyzji o denominacji był problem z systemami informatycznymi bankomatów, które nie zostały zaprogramowane do obsługi kwot z tak olbrzymią liczbą zer.
W związku z brakiem zaufania do danych podawanych przez rząd Zimbabwe ekspert, profesor Steve Hanke, starszy członek waszyngtońskiego Cato Institute przeprowadził analizę rynkową, w wyniku której ustalił rzeczywisty indeks hiperinflacji w Zimbabwe. Ostatnie kalkulacje wykazują, iż jest ona na poziomie 13,2 miliarda procent miesięcznie, co stanowi 516 trylionów (516 000 000 000 000 000 000) procent w stosunku rocznym. Zimbabweńska hiperinflacja stała się tym samym drugą pod względem wielkości w historii świata, wyprzedzając jugosłowiańską hiperinflację z 1994 roku, a plasując się po węgierskiej z roku 1946, która wynosiła prawie 13 biliardów (12 950 000 000 000 000) procent miesięcznie, z cenami podwajającymi się co 15,6 godziny. W stanie na listopad 2008 ceny w Zimbabwe podwajają się co 1,3 dnia (31,2 godziny). 17 stycznia 2009 wyemitowane zostały banknoty o nominale 10 miliardów dolarów, przygotowane były również banknoty o nominałach 20, 50 i 100 miliardów dolarów, jednak nie zostały jeszcze wprowadzone do obiegu. 31 stycznia 2009 minister finansów Zimbabwe ogłosił, że dolar Zimbabwe przestał być jedyną obowiązującą walutą. W 2015 roku zapadła decyzja o wycofaniu z obiegu dolara Zimbabwe na rzecz dolara amerykańskiego.
23 grudnia 2015 chiński yuan dołączył do koszyka walut, w których rozliczane są transakcje publiczne w Zimbabwe. Przyjęcie yuana jest efektem umorzenia przez Pekin długu w wysokości 40 milionów dolarów.

## Podział administracyjny

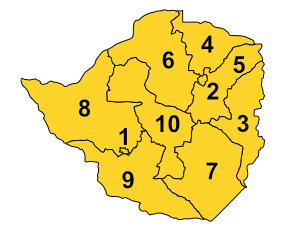

Zimbabwe dzieli się na 8 prowincji i dwa miasta wydzielone. Niższym szczeblem administracji lokalnej są dystrykty, których w całym kraju jest 59. Jeszcze niżej sytuuje się 1200 gmin.
Prowincje i miasta wydzielone:
1. Bulawayo (miasto wydzielone)
2. Harare (miasto wydzielone)
3. Manicaland
4. Mashonaland Centralny
5. Mashonaland Wschodni
6. Mashonaland Zachodni
7. Masvingo
8. Matabeleland Północny
9. Matabeleland Południowy
10. Midlands

## Ludność

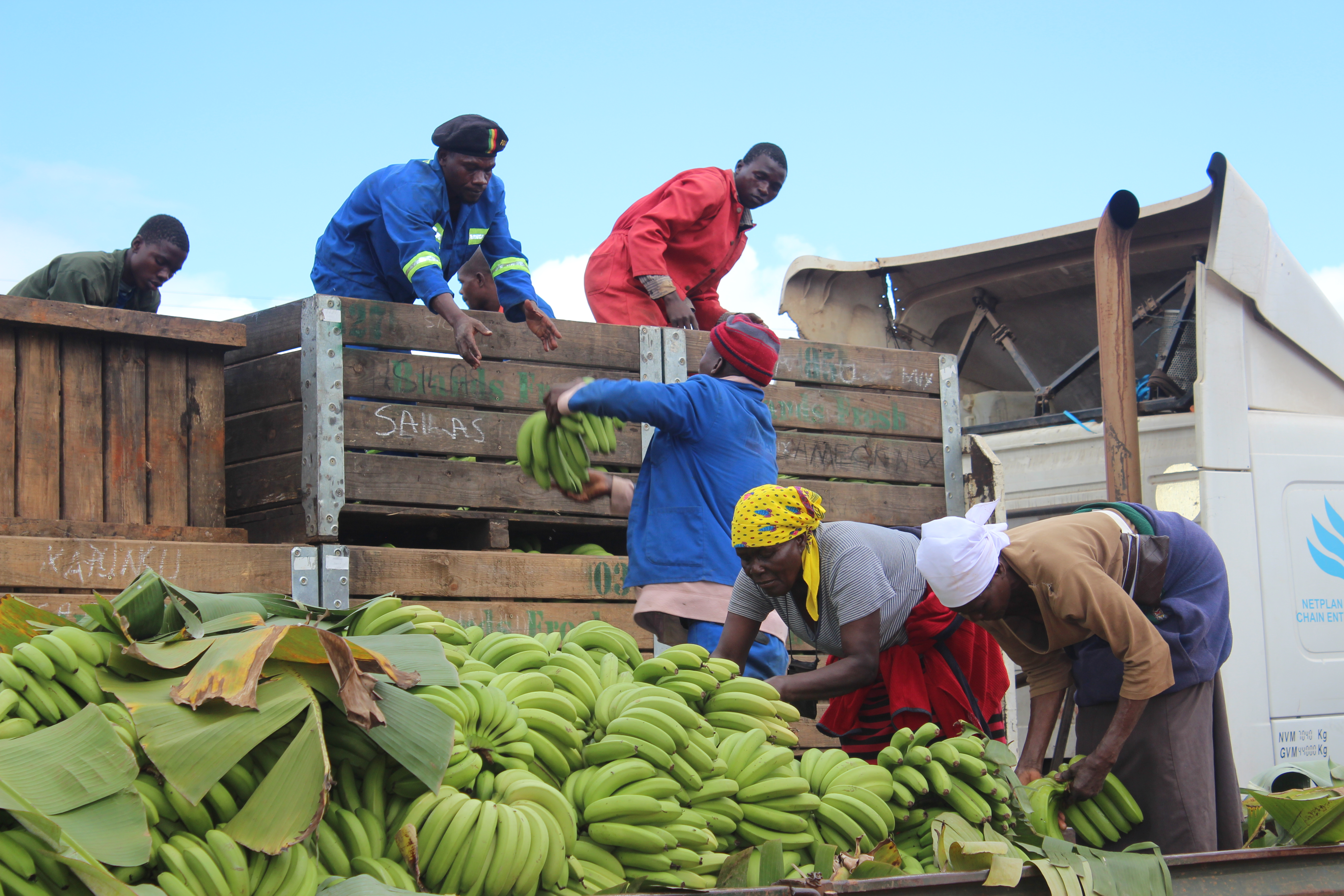
Rolnicy ładujący transport bananów do Harare

| Grupa etniczna | Język            | Liczebność w tys. | Procent ludności |
| -------------- | ---------------- | ----------------- | ---------------- |
| Szona          | shona            | 8591              | 50,8%            |
| Ndebele        | ndebele północny | 2086              | 12,33%           |
| Manyika        | manyika          | 1157              | 6,84%            |
| Ndau           | ndau             | 1098              | 6,49%            |
| Kalanga        | kalanga          | 952               | 5,63%            |
| Nyanja         | cziczewa         | 868               | 5,13%            |
| Zulusi         | zulu             | 198               | 1,17%            |
| Lozi           | lozi             | 198               | 1,17%            |
| Afrykanerzy    | afrikaans        | 99                | 0,59%            |
| Gudźaratowie   | gudźarati        | 32                | 0,19%            |
| Portugalczycy  | portugalski      | 18                | 0,11%            |

## Największe miasta
Poniższa lista przedstawia największe miasta Zimbabwe:
| 1  | Harare      | Harare            | 1 542 813 |
| 2  | Bulawayo    | Bulawayo          | 699 385   |
| 3  | Chitungwiza | Harare            | 340 360   |
| 4  | Mutare      | Manicaland        | 184 205   |
| 5  | Gweru       | Midlands          | 146 073   |
| 6  | Epworth     | Harare            | 123 250   |
| 7  | Kwekwe      | Midlands          | 99 149    |
| 8  | Kadoma      | Maszona Zachodnia | 79 174    |
| 9  | Masvingo    | Masvingo          | 76 290    |
| 10 | Chinhoyi    | Maszona Zachodnia | 61 739    |

## Religia

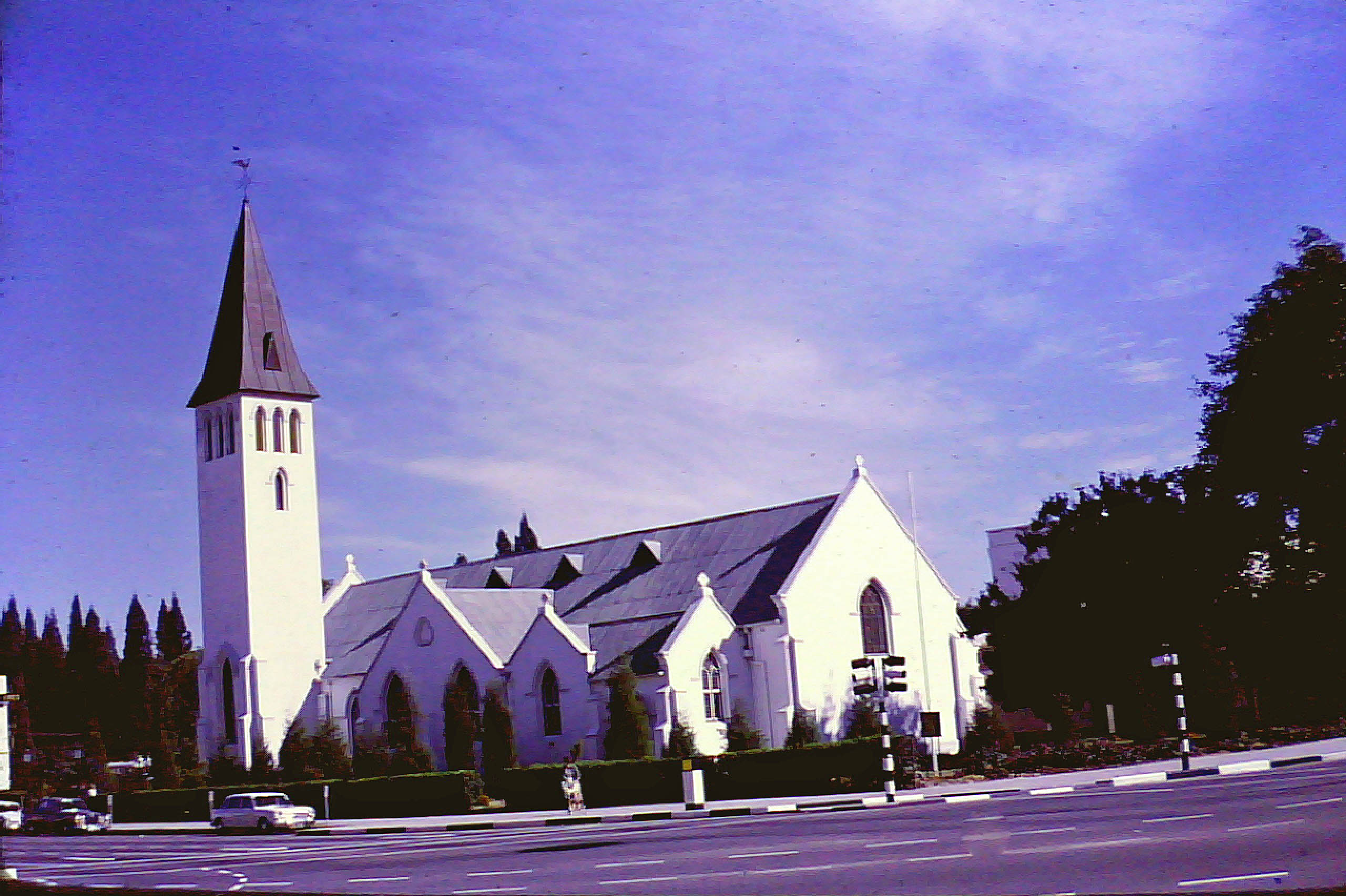
Kościół prezbiteriański w Harare (1975)

Struktura religijna w 2020 roku, według The ARDA:
- chrześcijaństwo – 81,7%:
  - niezależne kościoły – 42,7% (głównie afrykańskie kościoły apostolskie i syjonistyczne[55])
  - protestanci – 41,7% (głównie zielonoświątkowcy, ale także adwentyści dnia siódmego i inni[55])
  - katolicy – 13%
- animizm – 15,9%
- niereligijni – 1,17%
- islam – 0,73%
- bahaizm – 0,32%
- hinduizm – 0,15%.

## Siły zbrojne
Zimbabwe, z racji braku dostępu do morza, dysponuje dwoma rodzajami sił zbrojnych: wojskami lądowymi oraz siłami powietrznymi. Uzbrojenie sił lądowych składało się w 2014 roku m.in. z: 325 opancerzonych pojazdów bojowych oraz 24 zestawów artylerii holowanej. Siły powietrzne Zimbabwe z kolei posiadały w 2014 roku uzbrojenie w postaci m.in. 30 samolotów transportowych, 46 samolotów szkolno-bojowych, 26 śmigłowców oraz sześciu śmigłowców szturmowych.
Wojska Zimbabwe w 2014 roku liczyły 29 tys. żołnierzy zawodowych oraz 21,8 tys. rezerwistów. Według rankingu Global Firepower (2014) siły zbrojne Zimbabwe stanowią 95. siłę militarną na świecie, z rocznym budżetem na cele obronne w wysokości 95 mln dolarów (USD).